# Yves Patenôtre
 (mars 2015).
Si vous disposez d'ouvrages ou d'articles de référence ou si vous connaissez des sites web de qualité traitant du thème abordé ici, merci de compléter l'article en donnant les références utiles à sa vérifiabilité et en les liant à la section « Notes et références ».
Yves François Patenôtre, né le 23 janvier 1940 à Troyes dans l’Aube, est un évêque catholique français, archevêque émérite de Sens-Auxerre et prélat émérite de la Mission de France jusqu'au 5 mars 2015.

## Biographie

### Formation
Yves Patenôtre a effectué ses études primaires auprès des moines bénédictins de l'abbaye Sainte-Marie de La Pierre-qui-Vire (près de Saint-Léger-Vauban dans l’Yonne) puis ses études secondaires auprès des religieux salésiens de l’abbaye Notre-Dame de Saint-Dizier (Haute-Marne) et à Saint-Jean de Passy (Paris).
Yves Patenôtre a suivi sa formation en vue de la prêtrise au séminaire Saint-Sulpice d'Issy-les-Moulineaux. Il l'a ensuite complétée à Rome, de 1965 à 1967, où il a obtenu une licence de théologie à l'université pontificale grégorienne.
Il a été ordonné prêtre le 29 juin 1965 pour le diocèse de Troyes.

### Principaux ministères
En rentrant de Rome, il a été vicaire dans la paroisse troyenne de Saint-Bruno tout en étant aumônier du petit séminaire. En 1970, il devient pour six ans directeur et professeur de théologie dogmatique au séminaire interdiocésain de Reims tout en gardant un ministère paroissial. En 1976, il revient à Troyes cumulant les fonctions de curé de Saint-Martin-ès-Vignes, aumônier diocésain de l'Action catholique pour les milieux indépendants, responsable de la formation permanente et de la pastorale œcuménique.
De 1983 à 1994, il est vicaire général du diocèse de Troyes et directeur de Radio-Fourvière Aube.
Nommé évêque de Saint-Claude le 1er décembre 1994, il a été consacré le 29 janvier 1995. Le 30 juillet 2004, il est nommé archevêque coadjuteur de l’archidiocèse de Sens-Auxerre et prélat coadjuteur de la Mission de France avant d’être titulaire de ces charges le 31 décembre 2004.
Au sein de la Conférence des évêques de France, il préside la Commission de la Mission de France.
Le 5 mars 2015 le pape François accepte sa démission pour limite d'âge, et nomme Hervé Giraud pour lui succéder.

### Prises de position
En mars 2009, au nom de la Mission de France, il critique l'attitude de l'archevêque brésilien de Recife, José Cardoso Sobrinho, qui a excommunié la mère d'une fillette de neuf ans ayant avorté après avoir été violée par son beau-père, ainsi que l'équipe médicale qui a pratiqué l'interruption médicale de grossesse (IMG).